# Acacia speciosa
Acacia speciosa é uma espécie de leguminosa do gênero Acacia, pertencente à família Fabaceae.